# Martonoš
Martonoš (húngaro: Martonos; serbocroata cirílico: Мартонош) es un pueblo de Serbia perteneciente al municipio de Kanjiža en el distrito de Banato del Norte de la provincia autónoma de Voivodina.
En 2011 tenía 1988 habitantes. Más de cuatro quintas partes de los habitantes son magiares, quienes conviven con pequeñas minorías de serbios y gitanos.
Se conoce la existencia de la localidad desde 1335, cuando se menciona en descripciones geográficas del reino de Hungría. En 1552, al comenzar el dominio otomano, se produjo aquí una batalla con victoria de los rebeldes magiares; sin embargo, la consolidación del poder otomano llevó a la despoblación del área. La localidad consiguió repoblarse a partir del siglo XVII gracias a su ubicación estratégica como fortificación junto al río Tisza.
Se ubica en la periferia septentrional de Kanjiža, a orillas del río Tisza. Al otro lado del río, sin puente de acceso, se ubica el pueblo de Srpski Krstur.